# Болеслав Тошецкий
Болеслав Тошецкий (Бытомский) (пол. Bolesław toszecki (bytomski), нем. Boleslaw II. von Beuthen und Tost; между 1276 и 1278 — декабрь 1328) — князь тошецкий (1303—1328, с 1315 года — номинально), архиепископ Эстергомский (1321—1328).

## Биография
Представитель опольской линии польской династии Силезских Пястов. Старший сын князя Казимира II Бытомского (1253/1257 — 1312) и Елены, происхождение которой неизвестно. Несмотря на то, что Болеслав был старшим сыном, отец избрал для него духовную карьеру. С 1294 году Болеслав упоминается в сане схоластика краковского, а через три года, в 1297 году, он был назначен каноником вроцлавского капитула. В булле папы Иоанна XXII упоминалась «способность Болеслава к наукам». Венгерский историк Антал Пор считал, что Болеслав был тем самым пробстом из Ополе, который в мае 1308 года был ректором ультрамонтанов в Падуанском университете. Польский историк Станислав Срока назвал аргумент Пор гипотезой, но согласился, что Болеслав, возможно, был студентом университета в Италии, принимая во внимание его знание итальянского языка и более поздние дипломатические миссии на полуострове.
Несмотря на духовную карьеру, Болеслав еще при жизни своего отца в 1303 году получил во владение Тошецкое княжество княжество, правителем которого он формально являлся до конца жизни. Фактически же после отъезда Болеслава Тошецкого в Венгрию его княжеством управлял младший брат, князь Владислав Бытомский.
Около 1315 года князь Болеслав Тошецкий при поддержки своей сестры, королевы Венгрии Марии Бытомской, оказался при дворе её мужа, венгерского короля Карла Роберта Анжуйского в Буде. Однако его карьера в Венгрии начала развиваться при поддержке третьей и последней жены Карла Роберта Анжуйского Елизаветы Польской, дочери польского короля Владислава Локетека (Мария умерла в 1317 году). В 1320 году Болеслав Тошецкий отправился в Краков ко двору Владислава Локотка, и уже в начале следующего 1321 года венгерский король Карл Роберт пожаловал ему самый высший церковный сан в Венгрии, назначив его архиепископом эстергомским. Папа Иоанн XXII подтвердил его избрание 2 октября 1321 года. Болеслав посетил папский двор через два месяца после своей конфирмации, в декабре 1321 года, где он был рукоположен в епископа кардиналом Беренже де Фредолем.
В течение шести лет своего руководства архиепископ эстергомский Болеслав Тошецкий боролся с Фритичелли, фракцией ордена францисканцев, которые были признаны радикальными папой римским Иоанном XXII. Также Болеслав пытался сохранить юрисдикцию над спишским городами, на которые претендовали краковские епископы (этот спор был решен только после смерти архиепископа в 1332 году). Одним из крупных успехов Болеслава во время его правления была нормализация дипломатических отношений между Венгрией и Венецией. Эти государства, имевшие длительный спор по поводу Адриатического побережья, заключили соглашение благодаря посредничеству архиепископа эстергомского. Богатые города Далмации (Задар и Сплит) признали верховную власть Венгрии.
В конце своей жизни Болеслав Тошецкий вел борьбу за избрание своего младшего брата Мешко Бытомского на должность епископа нитранского. Местный капитул выступал против, считая это назначение проявлением непотизма. Но в конце концов, благодаря поддержке короля Карла Роберта и королевы Елизаветы, архиепископ эстергомский добился своей цели: в 1328 году князь Мешко Бытомский был официально утвержден в сане епископа нитранского.
В декабре 1328 года Болеслав скончался и был похоронен в кафедральном соборе в Эстергоме. После его смерти Тошецкое княжество  было включено в состав Бытомского княжества его младшего брата Владислава.